# Procédure d'adhésion de l'Arménie à l'Union européenne
La procédure d'adhésion de l'Arménie à l'Union européenne n'est pas encore entamée, mais pourrait l'être dans les prochaines années.
L'Arménie a annoncé en mars 2024, par la voix de son ministre des Affaires étrangères Ararat Mirzoian et celle du président du parlement Alen Simonian, de vouloir devenir candidate et rejoindre l'Union européenne, puisque le processus s'est avancé depuis l'attribution rapide de son pays voisin la Géorgie, en décembre 2023. Le dépôt de candidature est actuellement en débat en Arménie.

## Historique
Début mars 2024, le Premier ministre arménien Nikol Pachinian déclare que son pays envisage de commencer la procédure d'adhésion de son pays à l'UE fin 2024. Le 9 mars 2024, le ministre des Affaires étrangères arménien Ararat Mirzoian déclare lui aussi qu'une adhésion à l'UE est envisagée par le gouvernement arménien,. Le 13 mars 2024, le Parlement européen adopte une résolution souhaitant une plus grande coopération entre l'UE et l'Arménie.
« L'Arménie ne manquera pas l'occasion de rejoindre l'Union européenne », déclare le 19 septembre 2024 Nikol Pachinian lors du Sommet mondial arménien.
Le 25 octobre 2024, la pétition nécessaire à l'organisation d'un référendum concernant l'adhésion de l'Arménie à l'Union européenne obtient le nombre de signatures requis.
Le 9 janvier 2025, le gouvernement arménien approuve le projet de loi afin de lancer la procédure d'adhésion. L'organisation d'un référendum est aussi évoquée par Nikol Pachinian : « L'adoption de cette loi ne signifie pas nécessairement que l'Arménie va rejoindre l'UE. Cette décision ne peut pas être prise par une loi ou par une décision gouvernementale, mais suite à un référendum », déclare-t-il. Ararat Mirzoian annonce de plus la mise en place d'un nouveau partenariat avec l'UE destiné notamment à libéraliser les visas en l'Arménie et les pays européens,.
Le 12 février 2025, le parlement arménien adopte en première lecture une loi enclenchant la procédure d'adhésion à l'UE. Le texte est définitivement adopté en deuxième lecture le 26 mars 2025,,.